# Męcikał (gromada)
Męcikał – dawna gromada, czyli najmniejsza jednostka podziału terytorialnego Polskiej Rzeczypospolitej Ludowej w latach 1954–1972.
Gromady, z gromadzkimi radami narodowymi (GRN) jako organami władzy najniższego stopnia na wsi, funkcjonowały od reformy reorganizującej administrację wiejską przeprowadzonej jesienią 1954 do momentu ich zniesienia z dniem 1 stycznia 1973, tym samym wypierając organizację gminną w latach 1954–1972.
Gromadę Męcikał z siedzibą GRN w Męcikale utworzono – jako jedną z 8759 gromad na obszarze Polski – w powiecie chojnickim w woj. bydgoskim, na mocy uchwały nr 24/5 WRN w Bydgoszczy z dnia 5 października 1954. W skład jednostki weszły obszary dotychczasowych gromad Męcikał, Czarniż i Giełdon ze zniesionej gminy Brusy w tymże powiecie. Dla gromady ustalono 17 członków gromadzkiej rady narodowej.
31 grudnia 1959 z gromady Męcikał wyłączono miejscowość Olszyny, włączając ją do gromady Rytel w tymże powiecie, po czym gromadę Męcikał zniesiono, włączając jej (pozostały) obszar do gromady Brusy w tymże powiecie.